# 8-я лёгкая пехотная дивизия (вермахт)
8-я пехотная дивизия (8. Infanterie-Division) — тактическое соединение сухопутных войск вооружённых сил нацистской Германии. Принимала участие во Второй мировой войне.
Она была сформирована в 1934 году как стандартная пехотная дивизия и принадлежала к первой волне мобилизации. Она приняла участие в Польской кампании (1939), французской кампании 1940 г. и войне против СССР. В декабре 1941 года преобразована в 8-ю лёгкую пехотную дивизию (8. leichte Infanterie-Division), а в июне 1942 года переименована в 8-ю егерскую дивизию (8. Jäger-Division). Она сражалась на восточном фронте вплоть до капитуляции перед советскими войсками в мае 1945 года.

## Формирование
Дивизия была сформирована в октябре 1934 года в Оппельне на основе 7-го пехотного полка 3-й пехотной дивизии рейхсвера, который был укомплектован преимущественно выходцами из Силезии. Первоначально в целях дезинформации штаб дивизии носил название «военное управление Оппельна», затем «Начальник артиллерии 3-й дивизии» (нем. Artillerieführer III). Когда в октябре 1935 года официально было объявлено о создании вермахта, дивизия стала именоваться 8-й пехотной и была подчинена командованию 8-го корпусного округа. В состав дивизии вошли 28-й, 38-й и 84-й пехотные полки.

## Боевой путь
Во время подготовки к боевым действиям против Чехословакии во время Судетского кризиса 1938 года 8-я пехотная дивизия в составе своего 8-го армейского корпуса вошла в состав 2-й армии, развёрнутой в южной части Силезии. После оккупации Судетской области в октябре 1938 года часть подразделений дивизии была переведена на её территорию (штаб — во Фрайвальдау). В период оккупации Чехословакии в результате организованного вооруженного отпора роты капитана Карела Павлика в городе Мистек вечером 14 марта 1939 года произошёл бой за Чаянковы казармы 2-го батальона 84-го пехотного полка дивизии.
Накануне вторжения в Польшу в 1939 году дивизия была мобилизована в первой волне и действовала в составе «родного» 8-го армейского корпуса 14-й армии группы армий «Юг». После приграничных боёв в восточной части Верхней Силезии, в дальнейшем сражалась в предместьях Кракова, пересекла реку Сан, преследуя дрогнувшие польские войска, и завершила кампанию в боях с частями армии «Краков», вклинившись в оборону противника между Люблином и Львовом.
После Польши, дивизия (вместе со всем 8-м корпусом) была передислоцирована на запад, в состав 4-й армии группа армий «A». С началом Французской кампании дивизия воюет в Бельгии, продвинувшись через реки Сальм, Урт и Маас. Затем с боями продолжает движение в районе Самбры и Шельды, завершая окружение Дюнкеркской группировки союзников. После падения Дюнкерка дивизия на некоторое время выводится в резерв, чтобы уже в июне, перейдя Сомму, участвовать к наступлению на Париж. 14 июня 1940 года, 8-я пехотная дивизия, наряду с 9-й и 28-й пехотными дивизиями, стали первыми соединениями Вермахта, вступившими в столицу Франции. Французская кампания для 8-й пехотной дивизии закончилась в Руане, где она и пребывала вплоть до апреля 1941 года. После чего была переброшена в Восточную Пруссию, где накапливалась мощная ударная группировка группы армий «Центр» для вторжения в Советский Союз и включена в состав 9-й полевой армии.
8-я пехотная дивизия в составе 8-го армейского корпуса 9-й полевой армии участвовала в нападении на СССР в июне 1941 года (операция Барбаросса). Располагаясь западнее Сувалки, 8-я пехотная дивизия наступала в первом эшелоне в направлении Гродно и далее на Мосты — Слоним.

### Духовщинская операция

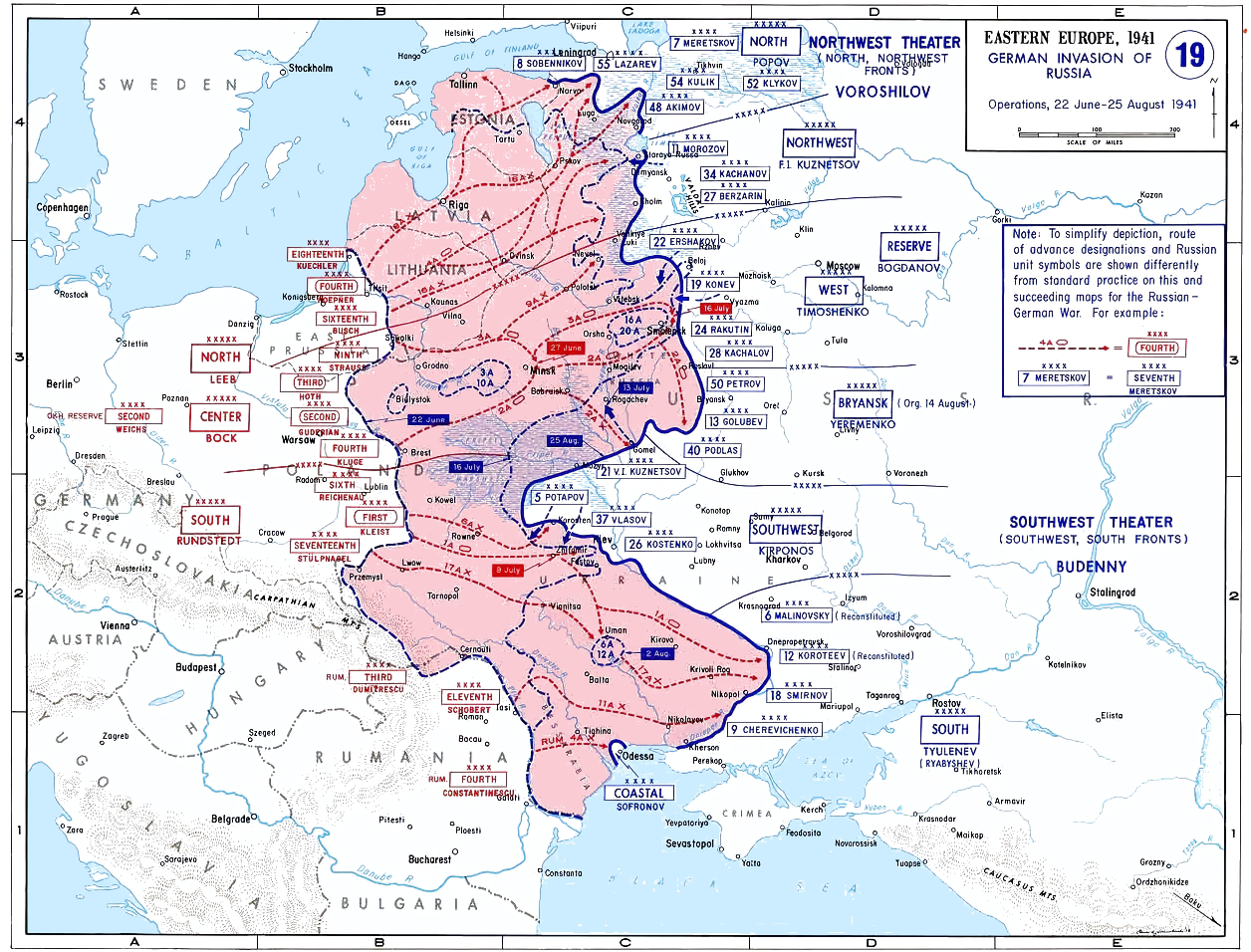
Июль-сентябрь 1941

Осенью 1941 года участвовала в наступлении на Брянск, Вязьму, Можайск, а в декабре была отозвана с фронта и передислоцирована во Францию, где была преобразована в 8-ю лёгкую пехотную дивизию. Затем, в январе 1942 года, дивизия была возвращена на Восточный фронт, в 10-й армейский корпус 16-й полевой армии, в составе которой участвовала в прорыве «Демянского котла». В июне 1942 года, продолжая оставаться в районе Демянска, дивизия переименовывается в 8-ю егерскую дивизию. Весь следующий год проводит в оборонительных боях. В марте 1944 года, в ходе общего немецкого отступления от Ленинграда, была отведена в южный сектор, где в мае присоединилась к остаткам 8-й полевой армии. Вместе с ней продолжала обороняться в Карпатах, Северной Венгрии и Словакии. В мае 1945 года в Моравии сдалась в плен советским войскам.

## Организация
| - 28-й пехотный полк (Infanterie-Regiment 28) - 38-й пехотный полк (Infanterie-Regiment 38) - 84-й пехотный полк (Infanterie-Regiment 84) - 8-й артиллерийский полк (Artillerie-Regiment 8) - 8-й дивизион противотанковой обороны (Panzerabwehr-Abteilung 8) - 8-й инженерный батальон (Pionier-Bataillon 8) - 8-й батальон самокатчиков (Aufklärung-Abteilung 8) - 8-й батальон связи (Nachrichten-Abteilung 8) - 8-й запасной батальон (Feldersatz-Bataillon 8) - войска подчинявшиеся командиру снабжения 8-й пехотной дивизии (Infanterie-Divisions-Nachschubführer 8) | - 28-й лёгкий пехотный полк - 38-й лёгкий пехотный полк - 8-й артиллерийский полк - 8-й инженерный батальон - 8-й разведывательный батальон - 8-й батальон связи - 8-й запасной батальон - войска подчинявшиеся командиру снабжения 8-й пехотной дивизии - 28-й егерский полк (Jäger-Regiment 28) - 38-й егерский полк (Jäger-Regiment 38) - 8-й артиллерийский полк - 8-й инженерный батальон - 8-й противотанковый артиллерийский дивизион (Panzerjäger-Abteilung 8) - 8-й разведывательный батальон (Radfahr-Abteilung 8) - 8-й батальон связи - 8-й запасной батальон - войска подчинявшиеся командиру войск снабжения 8-й егерской дивизии (Kommandeur der Infanterie-Divisions-Nachschubtruppen 8) |

## Командиры дивизии
- генерал кавалерии Рудольф Кох-Эрпах (15 октября 1935 — 25 октября 1940)
- генерал пехоты Густав Хёне (25 октября 1940 — 23 июля 1942)
- генерал танковых войск Герхард фон Шверин (23 июля 1942 — 13 ноября 1942)
- генерал горно-стрелковых войск Фридрих-Йобст Фольккамер фон Кирхензиттенбах (13 ноября 1942 — 1 сентября 1944)
- генерал-лейтенант Кристиан Филипп (1 сентября 1944 — апрель 1945)

## Награждённые Рыцарским крестом Железного креста

### Рыцарский Крест Железного креста (49)
- Фридрих Фильцингер, 05.06.1940 — майор, командир 3-го дивизиона 8-го артиллерийского полка
- Рудольф Кох-Эрпах, 24.06.1940 — генерал-лейтенант, командир 8-й пехотной дивизии
- Алоиз Прохазка, 24.06.1940 — лейтенант, командир 10-й роты 38-го пехотного полка
- Герберт Бёме, 19.07.1940 — майор, командир 3-го батальона 28-го пехотного полка
- Лотар Бергер, 05.08.1940 — майор, командир 3-го батальона 84-го пехотного полка
- Густав Хёне, 30.06.1941 — генерал-майор, командир 8-й пехотной дивизии
- Хорст Гроссманн, 23.08.1941 — полковник, командир 84-го пехотного полка
- Эрих Ринг, 21.09.1941 — капитан, командир 2-го батальона 84-го пехотного полка
- Артур Юттнер, 14.12.1941 — капитан, командир 3-го батальона 38-го пехотного полка
- Фридрих-Вильгельм Проске, 12.04.1942 — обер-лейтенант, командир 1-й роты 84-го пехотного полка
- Рудольф Борнхоф, 03.05.1942 — лейтенант резерва, командир 1-й роты 38-го лёгкого пехотного полка
- Карл Хаузманн, 15.05.1942 — обер-фельдфебель, командир 3-й роты 28-го лёгкого пехотного полка
- Иоганн-Генрих Экхардт, 20.05.1942 — полковник, командир 38-го лёгкого пехотного полка
- Эдуард Винтерсхофф, 25.08.1942 — унтер-офицер, командир орудия 2-й роты 8-го противотанкового артиллерийского дивизиона
- Фриц Мюллер, 25.08.1942 — капитан, командир 2-го батальона 38-го лёгкого пехотного полка
- Герберт Каденбах, 16.09.1942 — фельдфебель, командир взвода 12-й роты 28-го лёгкого пехотного полка
- Альфред Ярош, 24.09.1942 — лейтенант, командир 8-й роты 38-го лёгкого пехотного полка
- Курт Вичель, 04.01.1943 — обер-фельдфебель, командир 2-й роты 28-го лёгкого пехотного полка
- Йоханнес Моравиц, 07.01.1943 — обер-лейтенант, командир 1-й роты 28-го лёгкого пехотного полка
- Эрнст Ваврок, 09.02.1943 — обер-фельдфебель, командир взвода 13-й роты 28-го лёгкого пехотного полка
- Артур Пастернак, 24.03.1943 — обер-лейтенант резерва, командир 2-й роты 8-го саперного батальона
- Вальдемар фон Кнооп, 26.03.1943 — майор резерва, командир 8-го батальона самокатчиков
- Рудольф Рёснер, 18.04.1943 — капитан, командир 1-го батальона 38-го лёгкого пехотного полка
- Вальтер Опперманн, 05.05.1943 — фельдфебель, командир взвода 7-й роты 38-го лёгкого пехотного полка
- Эрих Вагнер, 23.08.1943 — обер-ефрейтор, командир орудия 16-й роты 38-го лёгкого пехотного полка
- Роберт Раленбек, 23.08.1943 — ефрейтор, наводчик 16-й роты 38-го лёгкого пехотного полка
- Хуго Людке, 09.12.1943 — лейтенант резерва, командир 8-й роты 28-го лёгкого пехотного полка
- Вильгельм Бюргель, 29.02.1944 — обер-вахмистр, батарейный офицер 5-й батареи 8-го горного артиллерийского полка
- Фридрих-Йобст Фолькамер фон Кирхензиттенбах, 26.03.1944 — генерал-лейтенант, командир 8-й лёгкой пехотной дивизии
- Хелльмут Шён, 05.04.1944 — фельдфебель, командир взвода 5-й роты 28-го лёгкого пехотного полка
- Курт Тислер, 16.04.1944 — оберстлейтенант резерва, командир 38-го лёгкого пехотного полка
- Йоханнес Лавренц, 14.05.1944 — капитан, командир 3-го батальона 38-го лёгкого пехотного полка
- Алоиз Цепнер, 10.09.1944 — капитан, командир 3-го батальона 38-го лёгкого пехотного полка
- Вернер Хартманн, 04.10.1944 — капитан резерва, командир 8-го сапёрного батальона
- Франц Вебер, 28.10.1944 — обер-ефрейтор 8-й роты 28-го лёгкого пехотного полка
- Иоахим Отт, 28.10.1944 — капитан резерва, командир 1-го батальона 28-го лёгкого пехотного полка
- Макс Мекленбург, 18.11.1944 — майор, командир боевой группы 28-го лёгкого пехотного полка
- Йозеф Вихочек, 09.12.1944 — лейтенант резерва, командир 5-й роты 28-го лёгкого пехотного полка
- Герхард Коллен, 11.12.1944 — майор, командир 38-го лёгкого пехотного полка
- Рудольф Шён, 12.12.1944 — лейтенант резерва, командир 3-й роты 8-го саперного батальона
- Эрхард Кляйндинст, 18.12.1944 — лейтенант резерва, командир 8-й роты 28-го лёгкого пехотного полка
- Георг Херрманн, 31.12.1944 — обер-лейтенант, командир 1-го батальона 38-го лёгкого пехотного полка
- Эрвин Клозе, 09.01.1945 — майор, командир 2-го батальона 28-го лёгкого пехотного полка
- Эрхард Бернер, 18.01.1945 — полковник, командир 28-го лёгкого пехотного полка
- Гюнтер Вестберг, 31.01.1945 — лейтенант резерва, командир 1-й роты 8-го разведывательного батальона
- Иоганн Айнфальт, 28.02.1945 — обер-ефрейтор 3-й роты 38-го лёгкого пехотного полка
- Христиан Филипп, 11.03.1945 — генерал-лейтенант, командир 8-й лёгкой пехотной дивизии
- Аугуст Маховски, 30.04.1945 — обер-лейтенант, командир 17-й (саперной) роты 28-го лёгкого пехотного полка
- Эвальд Кой, 09.05.1945 — капитан, командир 3-й батареи 8-го горного артиллерийского полка (награждение не подтверждено)

### Рыцарский Крест Железного креста с Дубовыми листьями
- Курт Вичель (№ 773), 11.03.1945 — обер-лейтенант, командир 9-й роты 28-го лёгкого пехотного полка